# Dolichowithius longichelifer
Dolichowithius longichelifer es una especie de arácnido del orden Pseudoscorpionida de la familia Withiidae.

## Distribución geográfica
Se encuentra en Sudamérica.